# Daria
Daria är en animerad amerikansk-koreansk TV-serie skapad av Glenn Eichler och Susie Lewis Lynn för MTV och producerad av Paramount Television. I centrum är Daria Morgendorffer, en tonårsflicka som observerar världen omkring sig. Serien är en spinoff från Mike Judges Beavis och Butt-head, där Daria är en återkommande karaktär.

## Böcker
- Nicoll, Peggy. The Daria Database, MTV, 1998. ISBN 0-671-02596-1
- Bernstein, Anne. The Daria Diaries, MTV, 1998. ISBN 0-671-01709-8

## Spel
- Daria's Sick Sad Life Planner; Pearson Software, 1999.
- Daria's Inferno; Pearson Software, 2000, later distributed by Simon & Schuster Interactive.